# Imperiální fašistická liga
Imperial Fascist League (IFL) bylo britské fašistické politické hnutí založené Arnoldem Leesem v roce 1929 poté, co se odtrhl od Britských fašistů. Jeho součástí byla polovojenská část zvaná Fašistická legie, po vzoru italských fašistů. Skupina hlásala antisemitismus a dominanci „árijské rasy“ v „rasově fašistickém korporativním státě“, zvláště poté, co se Leese setkal s propagandistou nacistické strany Juliem Streicherem. Skupina později nepřímo získala finanční prostředky od nacistů. Ačkoli měla maximálně 150 až 500 členů, její veřejný ohlas byl vyšší, než by naznačovala čísla jejích členů. 
Poté, co IFL v roce 1932 odmítla fúzi s Britskou unií fašistů kvůli rozdílům v politice, BUF zahájila kampaň proti IFL, fyzicky rozbila její schůzky a vymyslela falešné plány, jak IFL plánuje zaútočit na sídlo BUF.
Po vypuknutí druhé světové války došlo ke strmému úpadku Imperiální fašistické ligy. Leese v této době, k nelibosti proněmeckých členů, deklaroval svou věrnost „králi a zemi“. I přesto byl ale na základě válečných bezpečnostních předpisů internován a IFL nebyla po válce obnovena.

## Původ
Leese byl původně členem Britských fašistů a byl jedním z pouhých dvou členů, kteří za ně zastávali volený úřad (jako člen rady ve Stamfordu ). Kolem roku 1927 se však od BF oddělil a odešel do Londýna, kde v roce 1929 založil IFL a její orgán The Fascist. Fašistická legie, polovojenská skupina v černých košilích, byla brzy přidána pod velení Leslie H. Sherrarda. Skupina zpočátku obhajovala korporativismus, měnovou reformu a odebrání občanství Židům. Skupinu zpočátku vedl brigádní generál Erskine Tulloch, ačkoli skutečná moc ležela na Leese, který byl potvrzen jako generální ředitel v roce 1932. Henry Hamilton Beamish sloužili jako viceprezident IFL a byli pravidelným řečníkem na akcích hnutí.

## Nacismus
IFL se brzy odklonila od italského fašismu (původně používala fasces jako svůj znak). Důvodem byla Leeseho návštěva v Německu. Brzy potom se antisemitismus stal ústředním tématem politiky IFL a jeho nový program, „Rasový fašistický korporátní stát“, zdůrazňoval nadřazenost „árijské rasy“.  IFL změnila svou vlajku tak, že na ní byla britská vlajka překrytá svastikou. V důsledku této přeměny se IFL těšila většímu profilu, než by její členství mohlo naznačovat, z velké části díky financování, které získala od Nacistického Německa. V polovině 30. let se IFL skutečně obrátila proti italskému modelu natolik, že odsoudila Benita Mussoliniho jako „prosemitu“ a tvrdila, že Druhou italsko-etiopskou válku organizovali Židé.

## Nástup BUF

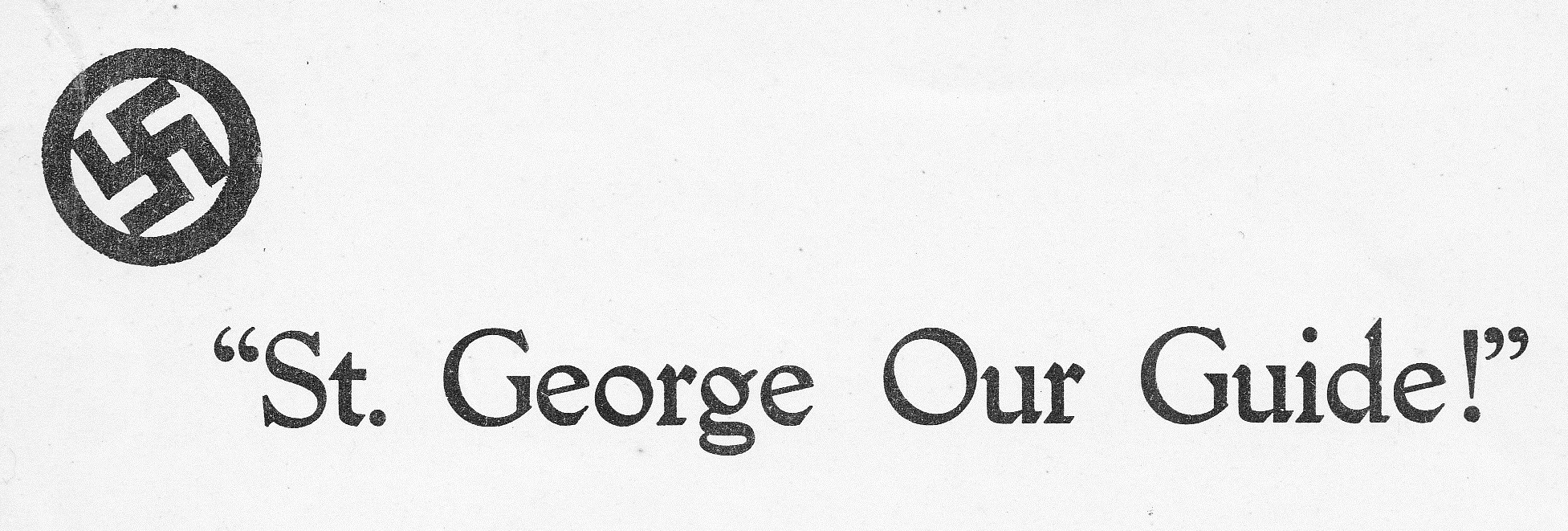
Heslo strany

V roce 1932 se Robert Forgan obrátil na IFL a navrhl, že by se měla sloučit do Britské unie fašistů Oswalda Mosleyho, ale nabídka byla odmítnuta. Leese odmítl jakékoli předehry od Mosleyho kvůli jeho počáteční neochotě udělat z antisemitismu ústřední téma, což vedlo k tomu, že Leese Mosleyho odmítl jako „košer fašistu“. Kvůli této záležitosti dokonce nazval BUF „Britským židovským fašismem“. Jedním z jejich největších rozdílů byl fakt, že IFL zastávala biologický pohled na antisemitismus, přesvědčení, že Židé jsou jako rasa ze své podstaty méněcenní, na rozdíl od BUF, jehož případné přijetí antisemitismu bylo zasazeno do myšlenek o údajném nepatřičném vlivu Židů v nejvyšších patrech společnosti.
V roce 1933 se BUF rozhodl zakročit proti odpadlíkům IFL, přičemž Blackshirts napadly řadu setkání. Kampaň vyvrcholila incidentem v Great Portland Street, ve kterém 50 členů Černých košil převlečených za komunisty vtrhlo na pódium, aby zaútočili na Leeseho, než způsobili značné škody v hale ve snaze vynutit IFL velký účet za opravu. BUF dokonce předal vymyšlené důkazy o spiknutí IFL s cílem zaútočit na sídlo ministerstva vnitra. V roce 1939, kdy se vliv IFL zmenšil, rivalita vychladla do té míry, že knihkupectví BUF v Canterbury bylo připraveno skladovat brožury IFL.
Ačkoli IFL odmítla sloučení s BUF, byla IFL spojena se Severskou ligou prostřednictvím velitele E. H. Colea, oddaného zastánce ruského carského podvodu The Protocols of the Elders of Sion, který sloužil jako kancléř Ligy a zároveň byl vedoucím člen IFL. Zanedlouho se členy skupiny stali také Leese a P. J. Ridout, jejíž členové zahrnovali většinu odstínů ultrapravicové aktivity.

## Rozpad
Vypuknutí druhé světové války způsobilo, že se malá skupina rozpadla, protože Leese prohlásil loajalitu ke králi a zemi a přejmenoval skupinu na Angles Circle, ale tento postoj byl odmítnut některými proněmeckými členy, jako byly Tony Gittens, Harold Lockwood. Záležitost se ukázala jako akademická, nicméně v roce 1940 byl Leese internován podle nařízení obrany 18B. I když byl po válce nadále politicky aktivní, IFL nebyla reformována. Vytvoření National Workers Movement v roce 1948 znamenalo pro IFL konec.